# Realizm strukturalny
Realizm strukturalny, neorealizm – jedna z teorii stosunków międzynarodowych, główny przedstawiciel współczesnego realizmu.

## Realizm strukturalny Kennetha Waltza
Założenia realizmu strukturalnego wyłożone zostały przez Kennetha Waltza w 1979 roku w jego książce Theory of International Politics. Jest ona uważana za jedną z najważniejszych prac w teorii stosunków międzynarodowych.
Zamierzeniem Waltza było przeformułowanie założeń klasycznego realizmu i stworzenie teorii odpowiadającej wymogom naukowości. Taka teoria powinna (według Waltza) być pewną reprezentacją i uproszczeniem rzeczywistości, a nie tylko opisem. Powinna pozwalać na dedukcyjne wyjaśnianie zachowań jednostek, przewidywanie ich działań, wysuwanie i testowanie hipotez. Klasyczny realizm w wydaniu Hansa Morgenthau czy Reinholdta Niebuhra krytykowany był za indukcjonizm oraz oparcie się na wielu nienaukowych założeniach. Przykładowo obecność wojen w systemie międzynarodowym wywodzono ze złej natury ludzkiej.
Teoria stosunków międzynarodowych powinna być według Waltza teorią systemową tzn. opisywać wzajemne ułożenie i relacje jednostek wobec siebie i wywodzić ich zachowania z właściwości systemowych. Struktura systemu międzynarodowego składa się z trzech elementów:
1. zasady porządkującej system międzynarodowy – wewnątrzpaństwowy porządek polityczny opiera się na zasadzie hierarchii. Porządek międzynarodowy jest natomiast anarchiczny;
2. charakteru jednostek systemu – podstawowymi elementami systemu są państwa i są one funkcjonalnie niezróżnicowane;
3. dystrybucji właściwości jednostek – kluczowe znaczenie ma tutaj rozkład potęgi w systemie międzynarodowym.

Według Waltza te trzy elementy powinny pozwolić wyjaśniać istotne zachowania jednostek w systemie międzynarodowym. Inni realiści strukturalni (np. Barry Buzan) wskazują również na inne elementy (np. charakter interakcji między jednostkami).

## Dwa typy realizmu strukturalnego
W zależności od tego, czy państwa kierują się w swoim postępowaniu maksymalizacją siły, czy bezpieczeństwa, wyodrębnić można dwa podejścia – realizm defensywny i realizm ofensywny.

### Realizm strukturalny defensywny
Realizm strukturalny defensywny zakłada, że system międzynarodowy stwarza zachętę dla zachowania umiarkowanego, przewidywalnego i odpowiedzialnego. Państwa, dążąc do zapewnienia sobie bezpieczeństwa, nie będą skłonne podejmować działań ryzykownych i będą dążyć do utrzymania równowagi sił, a nie do osiągnięcia jak największej potęgi. Zdaniem realistów defensywnych, państwa kierują się raczej obawą niż wizją ewentualnych korzyści. Zarówno brak siły, jak i jej nadmiar jest niebezpieczny. Konflikty są wynikiem procesu interaktywnego, a nie odbiciem istniejącej różnicy celów, chociaż nie znaczy to, że nie występują sprzeczności interesów nie do pogodzenia. Dynamikę stosunków międzynarodowych dobrze oddaje dylemat bezpieczeństwa, który powoduje, że niezamierzonym efektem zapewnienia sobie bezpieczeństwa jest spadek poczucia bezpieczeństwa innych. Dylemat bezpieczeństwa można jednak złagodzić poprzez działania kooperatywne.

### Realizm strukturalny ofensywny
Jego twórcą jest John Mearsheimer. Realizm strukturalny ofensywny zakłada, że państwa dążą do maksymalizacji siły relatywnej zgodnie z zasadą, że „potęga zapewnia bezpieczeństwo, potęga największa jest największą gwarancją bezpieczeństwa”. Państwa dążą do maksymalizacji siły, ponieważ nigdy nie są pewne, kiedy pojawi się nowe mocarstwo. Tym samym znajdują się w pułapce zastawionej przez strukturę systemu międzynarodowego. Spotyka się również opinię, że wojny nie są wynikiem obustronnego poszukiwania bezpieczeństwa, lecz agresywnością jednej lub obu stron konfliktu. Według Mearsheimera łączne oddziaływanie pięciu czynników zmusza państwa do maksymalizacji potęgi:
- anarchia systemu międzynarodowego,
- posiadanie przez mocarstwa ofensywnych zdolności wojskowych,
- niepewność intencji innych państw,
- dążenie do przetrwania,
- racjonalność państw jako aktorów.